# قلعه ویبری
قلعه ویبُری (با تلفظ فنلاندی) (املا به روسی: Выборгский замок؛ فنلاندی: Viipurin linna؛ سوئدی: Viborgs slott) قلعه‌ای در ویبورگ، روسیه است. این شهر توسط سوئدی‌ها در قرون وسطی (در خاک فنلاند) ساخته شد که در اطراف آن شهر ویبری تکامل یافت. این قلعه به سنگر قلمرو سوئد در منطقه کارلیان تبدیل شد. در طول قرن‌ها، این قلعه اولین دفاع پادشاهی در برابر روس‌ها بود. موقعیت نظامی و استراتژیک آن، قلعه ویبری را به دومین پایتخت مستحکم پس از استکهلم در اواخر قرون وسطی تبدیل کرد. در حال حاضر این بنا به عنوان موزه منطقه ای ویبورگ کاربری دارد. از منظر تاریخی قلعه وایبری جزو استحکاماتی است که ابتدا متعلق به فنلاند بوده و پس از درگیری‌های مداوم در طی قرن‌ها اکنون جزو خاک روسیه محسوب می‌شود.

## پیشینه
قلعه ویبُری به همراه قلعه همن‌لینا و قلعه تورکو یکی از سه قلعه مهم فنلاند بود. این بنا به عنوان شرقی‌ترین پاسگاه پادشاهی قرون وسطایی سوئد ساخته شد: در باریکه کارلیا، در جزیره ای کوچک در درونی‌ترین گوشه خلیج فنلاند، در تنگه باریکی که خلیج زاشچیتا را به خلیج ویبورگ متصل می‌کند، واقع شده‌است. این بنا در ابتدا در دهه ۱۲۹۰ در محل قلعه کارلیان پس از سومین جنگ صلیبی سوئد به فنلاند ساخته شد. این شهر در ابتدا در داخل استحکامات بیرونی قلعه، قرار داشت، اما به دلیل کمبود جا، مجبور شد به مکان فعلی خود در خارج از جزیره نقل مکان کند.